# Ljubelj (przełęcz)

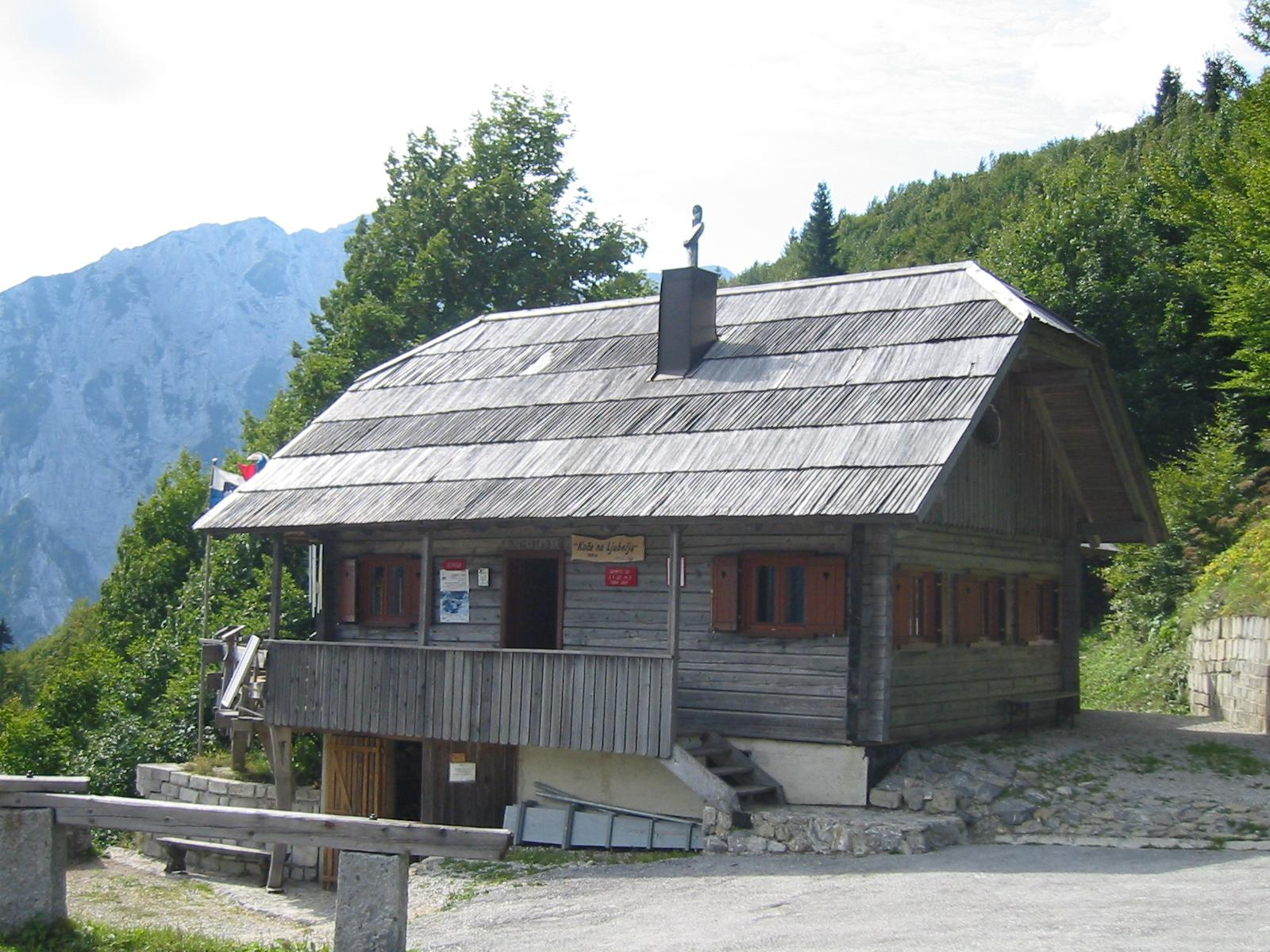
Schronisko górskie na przełęczy Ljubelj

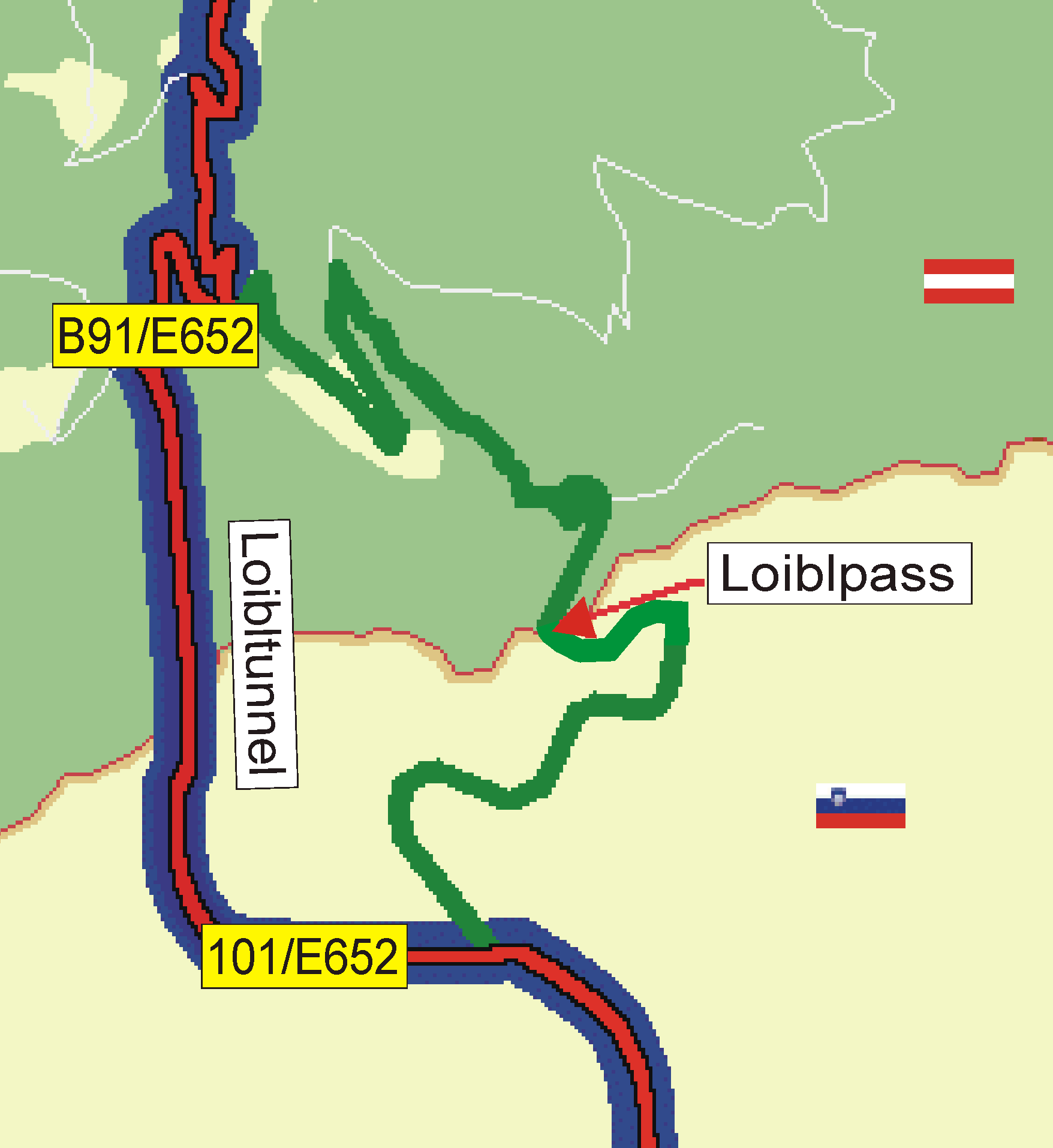
Przełęcz i tunel Ljubelj

Ljubelj (niem. Loiblpass; 1369 m n.p.m.) – drogowa przełęcz górska w Karawankach. Do 1945, kiedy jakieś sto metrów pod przełęczą wybudowano tunel drogowy, Ljubelj był najbardziej stromym podjazdem drogowym na całym obszarze Alp, jako że nachylenie po stronie Górnej Krainy wynosi średnio 14%, w niektórych zaś miejscach aż 32%. Obecnie stara droga, która jest zamknięta dla ruchu, zimą służy jako tor saneczkowy, latem zaś organizuje się wyścigi starych samochodów (Hrastov memorial).
Przed granicznym płaskowyżem po stronie słoweńskiej jest hotel, przy nim zaś jest początek nartostrady Zelenica.

## Tunel Ljubelj

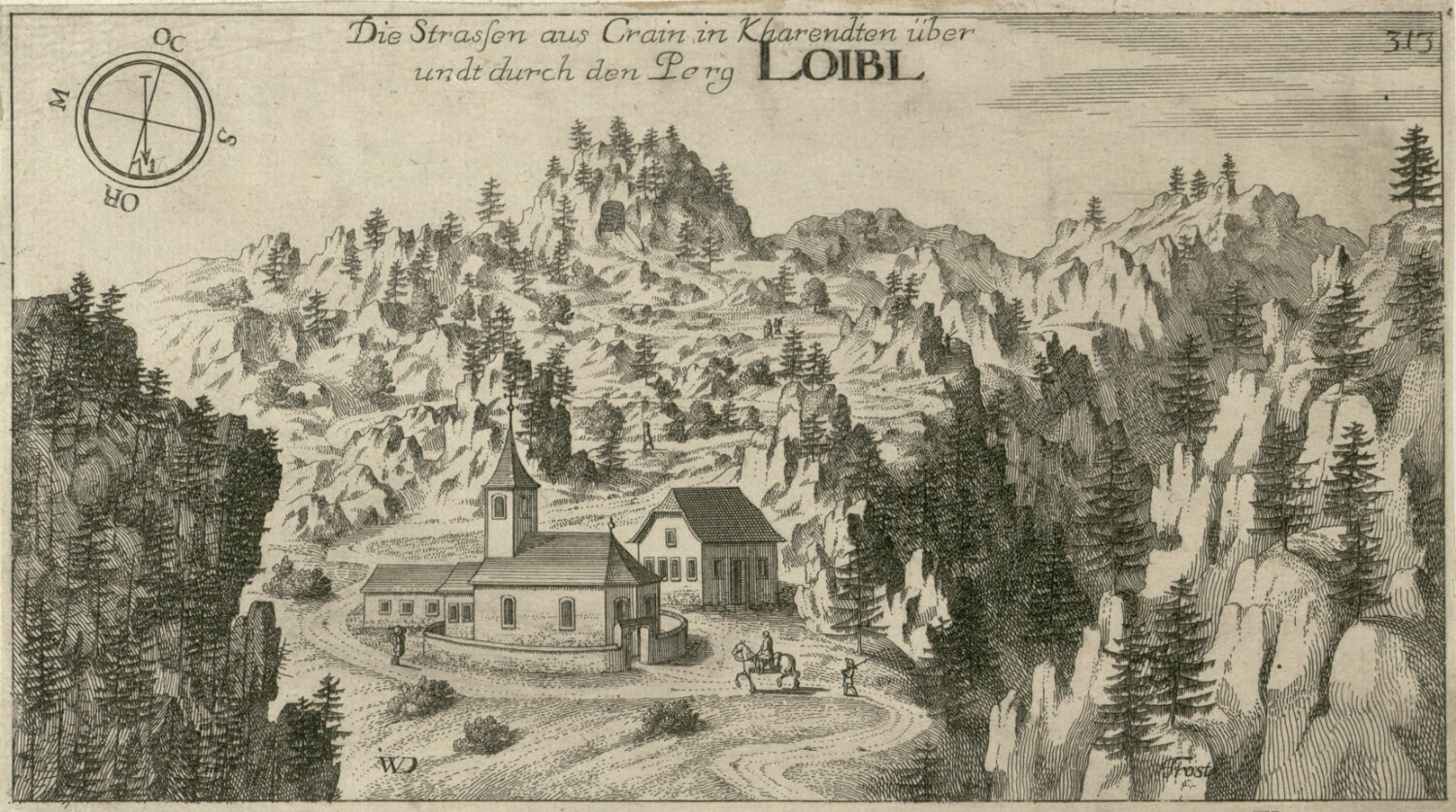
Przełęcz Ljubelj i pierwszy tunel na miedziorycie z 1689 (Valvasor)

Ljubeljski tunel jest najkrótszym połączeniem, między Kotliną Lublańską i Cełowiecką, stanowiąc granicę państwową Słowenii z Austrią. Tunel leży na wysokości 1069 m n.p.m. i jest najniżej położonym przejazdem drogowym przez Karawanki. Po wybudowaniu tunelu karawańskiego w 1991, ruch przezeń zmniejszył się.
We wrześniu 1942 Friedrich Rainer, Gauleiter Karyntii, przeforsował budowę nowego przejścia przez Ljubelj, którego rdzeniem miał być nowy tunel: długi na 1570 m, na wysokości 1068 m n.p.m. pod grzbietem górskim. Brak połączeń przez Karawanki uzasadniał to ważne wojskowo i gospodarczo połączenie północ-południe. Do budowy zawarło SS umowę z „Universale Hoch- und Tiefbau AG”, w której SS między innymi zajmowała się dostarczaniem siły roboczej z obozów koncentracyjnych. Od marca 1943 pracowali więc robotnicy cywilni, jak i 1652 jeńców wojennych i więźniów obozów koncentracyjnych w nieludzkich warunkach przy nowym tunelu. Robotnicy przymusowi byli więzieni w dwóch filiach Mauthausen-Gusen: obóz koncentracyjny Ljubelj (KZ Loibl) składał się z obozu południowego przy Ljubelju koło Svetej Any pod Ljubeljem (Sankt Anna unter dem Loibl), jak i od lata 1943 obozu północnego przy Ljubelju bezpośrednio za granicą na terenie gminy Windisch Bleiburg. 40 osób przy tym zginęło w wyniku ciężkiej pracy i ciągle spadających kamieni. Ponieważ umowy o pracę dopuszczały maksymalnie 7,5% rannych lub chorych pracowników, zostawali oni często odsyłani z powrotem do obozu koncentracyjnego Mauthausen, co dla setek ludzi oznaczało pewną śmierć. Ci robotnicy przymusowi, którzy nie d=nadawali się do transportu, byli jeszcze w obozie mordowani przez Sigberta Ramsauera, ówczesnego lekarza obozowego, przez zastrzyki z benzyny.
4 grudnia 1943 udało się przebić tunel. Gauleiter Friedrich Rainer przybył z innymi wysokimi przedstawicielami SS na wizytę. Dokładnie rok później, 4 grudnia 1944, mogły samochody Wehrmachtu przejechać przez tunel, który wówczas ciągle był prowizorką: tylko dwa na trzy metry w profilu, stanowi on jednak ważne przejście dla ruchu wojskowego i był po zakończeniu wojny ratującym życie połączeniem dla tysięcy żołnierzy w drodze do domu, jak i dla uciekinierów i jednostek kolaboracyjnych. 7 maja 1945 doszło do samowyzwolenia pozostałych 950 więźniów z obydwu obozów koncentracyjnych, którzy tego dnia na piechotę przeszli do Feistritz im Rosental (słoweń Bistrica v Rožu), gdzie spotkali partyzantów. 10 października Sigbert Ramsauer został skazany przez brytyjski sąd wojskowy na dożywotnie więzienie, jednak już w 1954 ułaskawiony i zatrudniony jako lekarz w klagenfurckim szpitalu. Główni odpowiedzialni komendanci SS, Jakob Winkler i Walter Briezke, zostali 10 listopada 1947 skazani na śmierć przez powieszenie.
Ponieważ Jugosławia stała się komunistyczna, przejście graniczne było początkowo zamknięte. Od sierpnia 1950 znowu można było korzystać ze starego przejazdu przez przełęcz. W latach 1956–1959 dyskutowano modernizację tunelu i nowego połączenia drogowego na najróżniejszych spotkaniach międzypaństwowych. Przedstawiciele Austrii początek prac opóźniali z różnych przyczyn (ciężkie warunki geologiczne, brak pieniędzy itp.). Koordynacja rozwiązań technicznych między SFRJ i Austrią i sama budowa trały aż do 15 listopada 1963, kiedy tunel oddano do eksploatacji. Uroczyście został otwarty 1 czerwca 1964.
Tunel ma 1561 m długości, z czego po stronie słoweńskiej 688 m. Tunel ma kształt półokrągłego łuku o wysokości 7,74 m i szerokości 11,86 m. Droga składa się z jezdni szerokości 75 m i dwóch chodników po 2,18 m. Większa część tunelu jest wybudowana w raczej drobnym dolomicie, miejscami pojawiają warstwy gliny. Jest też trochę wapieni i łupków, które są silnie wyżłobione. Podczas budowy dochodziło do wtargnięcia wody, co widać jeszcze dziś, więc często potrzebne są prace remontowe z powodu podmakania. Jezdnia jest a asfaltobetonu, chodniki są betonowe. Tunel jest oświetlony, ma nisze telefoniczne, gaśnice, czujniki CO, prędkości i kierunku wiatru i awaryjne automatyczne zamykanie tunelu ze światłami. Obiekt jest dziś nadzorowany z autostradowego centrum nadzorczego na Hrušicy.

### Droga E652

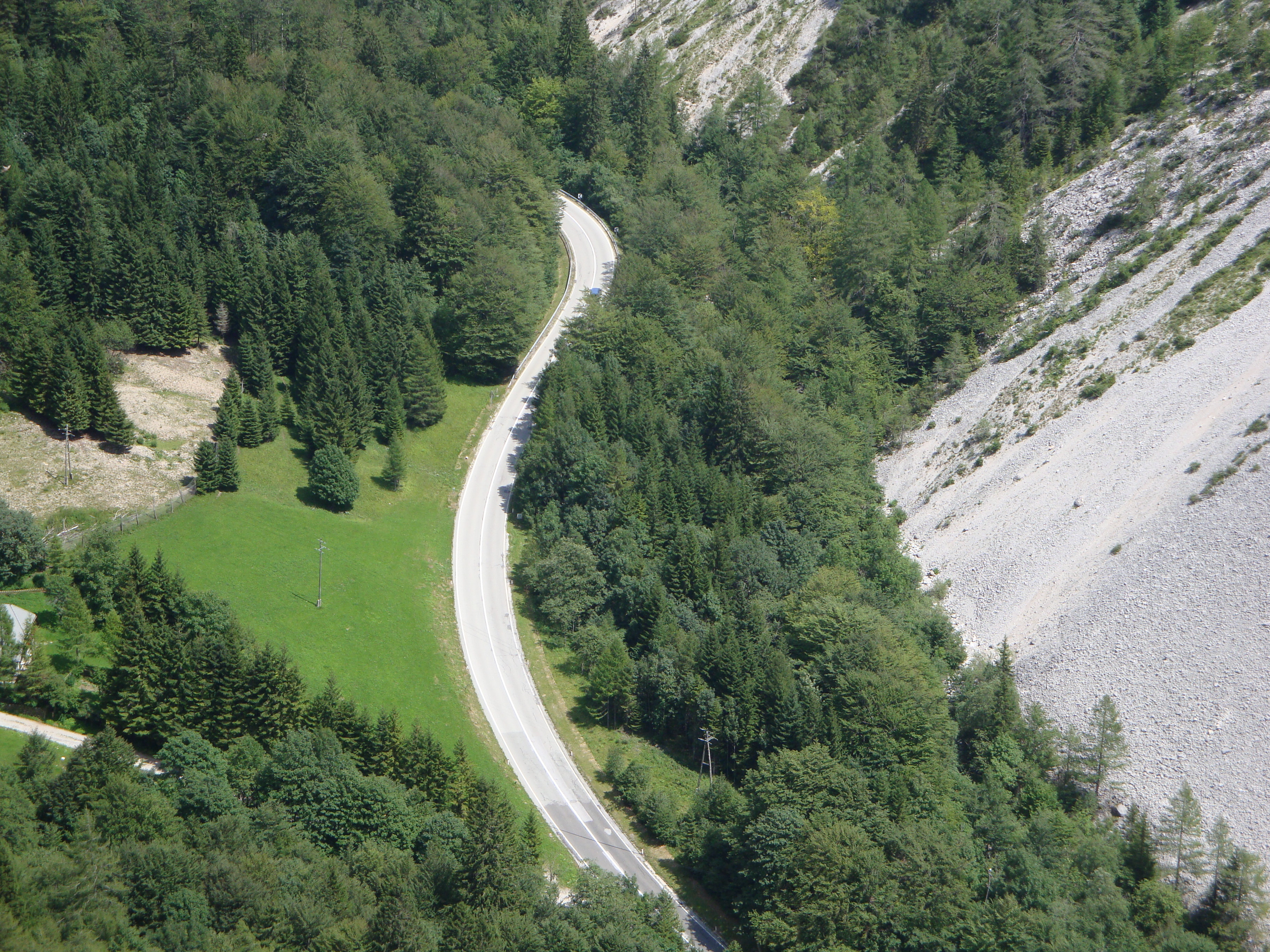
Odcinek drogi przed Ljubeljem

Z powodu rosnącego ruchu trzeba było wybudować też nową drogę do tunelu. Stara była istotnie za wąska, miejscami szeroka tylko na 3,4 – 3,70 m i szutrowa. Prawdziwym niebezpieczeństwem zimą były lawiny śnieżne spod Begunjščicy, przez które droga była zimą zamykana nawet na kilka miesięcy. Zasypana mogła być aż do 15 m głębokości. Trasa zaczyna się w Podtaborze odbiciem z autostrady A2 (ówczesna dwupasmówka zwana „drogą braterstwa i jedności”), przebiega koło Tržiča, gdzie są wybudowane trzy półtunele (Fužine I, długości 79 m, Fužine II, długości 123 m i Fužine III, długości 70 m) i mniejszy wiadukt. Na całej trasie jest jeszcze 12 mostów, 15 przejść podziemnych, 8 wiaduktów i jeszcze półtunel pod obszarem lawin Begunjščicy długości 127 m. Półtunel był z powodu złych warunków geologicznych i bliskości potoku wybudowany jako tunel w otwartym wykopie i potem zasypany. Przezeń przepływa też wymieniony potok. Droga ma szerokość 7,5 m od Podtaboru do Tržiča i 7,0 m do Ljubelja z maksymalnym nachyleniem 11%. Wybudowane zostały też trzy wjazdy bezkolizyjne co dowodzi, że draga miała wtedy elementy drogi ekspresowej z ograniczonym dostępem, co było w tych czasach bardzo wysokim standardem. Niestety, obecnie głównie miejscowi wybudowali mnóstwo nielegalnych dojazdów ze swoich parcel i z lokalnej drogi równoległej, co powoduje znaczące zmniejszenie bezpieczeństwa ruchu.

## Tscheppaschlucht (Čepa)
Loiblbach („Potok Loibl”, słoweń. Ljubeljska Borovnica) utorował sobie przez miliony lat przełom na początku doliny Loibl (Loibltal): wąwóz Tscheppa (niem. Tscheppaschlucht, słoweń. Čepa). Jest on obecnie dostępny dzięki wąski podejściom, mostkom i drabinom jako ulubiony cel wycieczek z Unterloiblu (Podljubelja) do gospody Deutscher Peter. Na końcu, w pobliżu Teufelsbrücke (diabelskiego mostu) ukazują się liczne wodospady, m.in. 26-metrowy Tschaukofall (Wodospad Čauki).

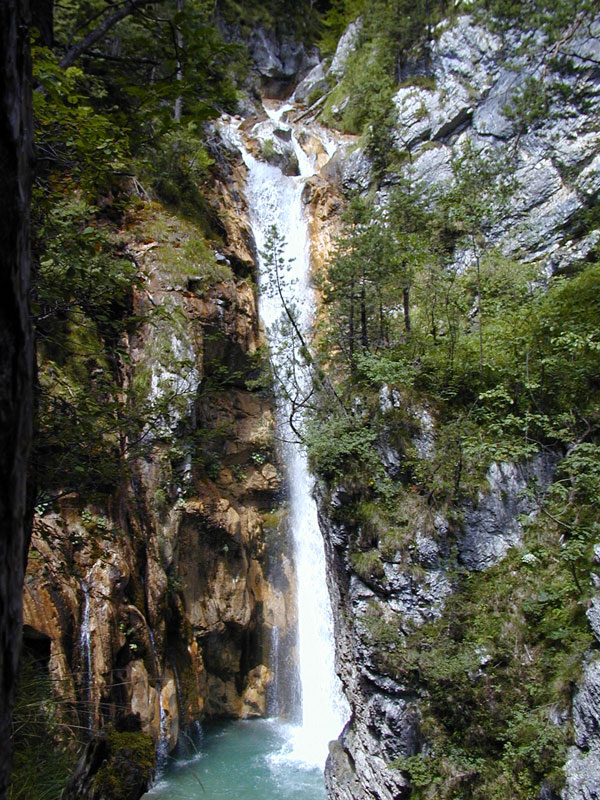
Wodospad Čauki (Tschaukowasserfall)
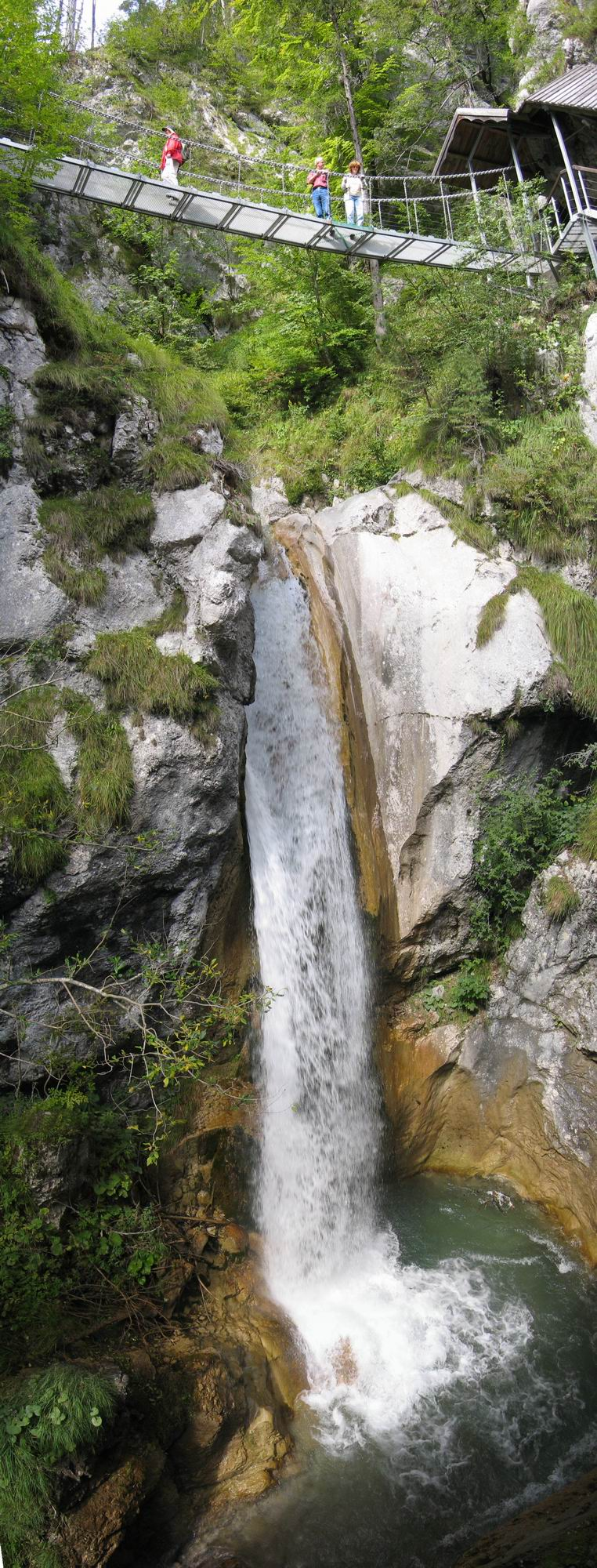
Diabelski most (Teufelsbrücke)

## Deutscher Peteri Karol VI
W pobliżu Kleiner Loiblpass („Mała Przełęcz Ljubeljska”, słoweń. Sapotnica) rozchodzą się drogi na Windisch Bleiburg (słoweń. Slovenji Plajberk) i Bodental (słoweń. dolina Boden). Według opowiadań, cesarz Karol VI 25 sierpnia 1728 podczas swojej podróży na przełęcz Ljubelj miał zostać pozdrowiony przez tubylców koło gospody i miał chcieć zapytać o ich sposób życia. Ci jednak mogli opowiedzieć tylko po słoweńsku, czego z kolei cesarz nie rozumiał. Jedynym człowiekiem, który umiał mówić po niemiecku, był Peter Tschauko (Čauko), gospodarz zajazdu. Cesarz miał być pod takim wrażeniem rozmowy z gospodarzem, że zwracał się do niego Deutscher Peter („niemiecki Piotr”). Ta nazwa przeniosła się na gospodę i zachowała się, zaś odtąd najstarszy syn zawsze był chrzczony jako Piotr.

## Historia

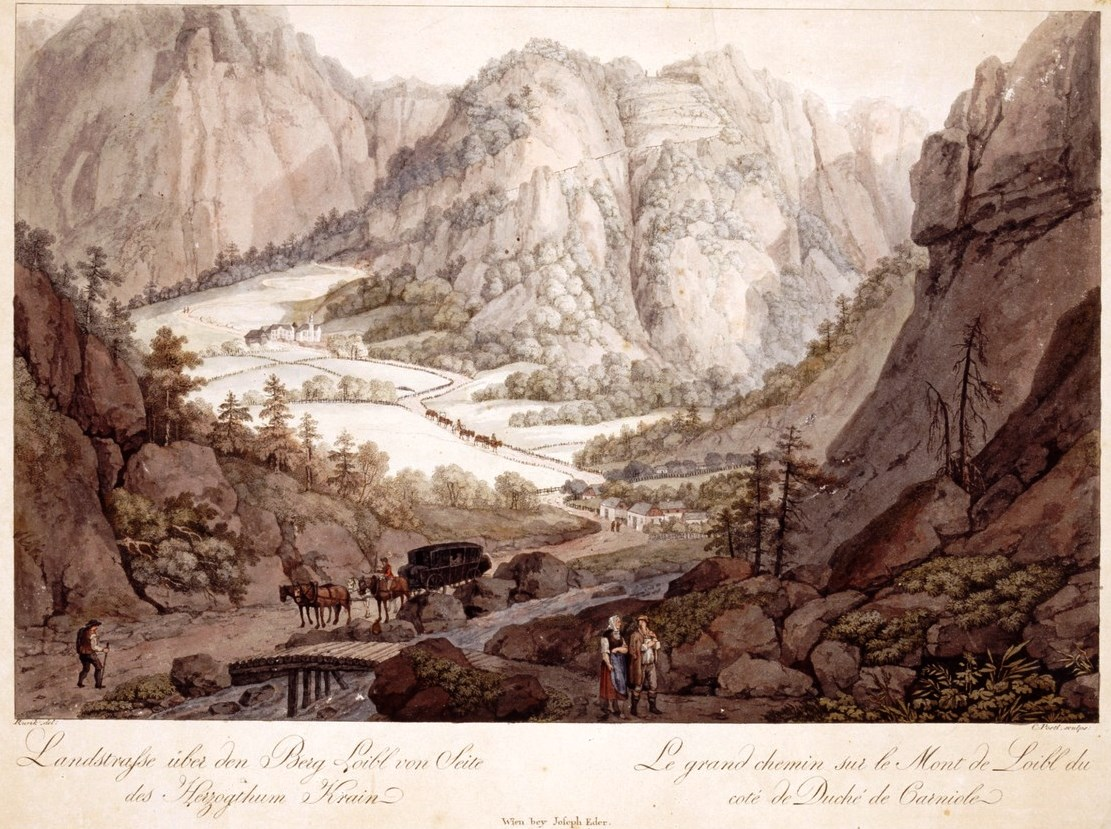
Droga przez Przełęcz Ljubeljską z kraińskiej strony na akwaforcie z końca XVIII wieku

Przełęcz była szlakiem handlowym już w starożytności, o czym świadczą dwa rzymskie ołtarze przy szlaku (koło kościoła św. Leonarda w Loibtalu w Austrii (słoweń. 'Brodi) i w Podljubelju. Przełęcz Ljubeljska była ważniejszym szlakiem handlowym od końca XIV wieku, kiedy Triest przeszedł pod władzę habsburską. Przez wieki ruch się zwiększał, dlatego około 1573 wybudowano drogę przez Ljubelj, a tuż pod szczytem przełęczy wykopano około 100-metrowy tunel. Drogę później wielokrotnie rozszerzano, w latach 1725-1728 zaś odsłonięto strop tunelu i zamieniono na wycięcie skalne długości 130 m. Na zakończenie prac budowniczowie postawili na przełęczy dwie piramidy (obeliski) na cześć cesarza Karola VI, który przy tej okazji przez Ljubelj podróżował do Karyntii. Ruch przez przełęcz miał miejsce do II wojny światowej. W kwietniu 1941 z austriackiej strony przez przełęcz do Górnej Krainy wdarły się niemieckie wojska okupacyjne. W latach 1943–1944 przebiły tunel drogowy długości około 1,8 km, który kopało około 1000 jeńców wojennych z obozu koncentracyjnego Ljubelj i 800 pracowników przedsiębiorstwa Universale.

## Galeria

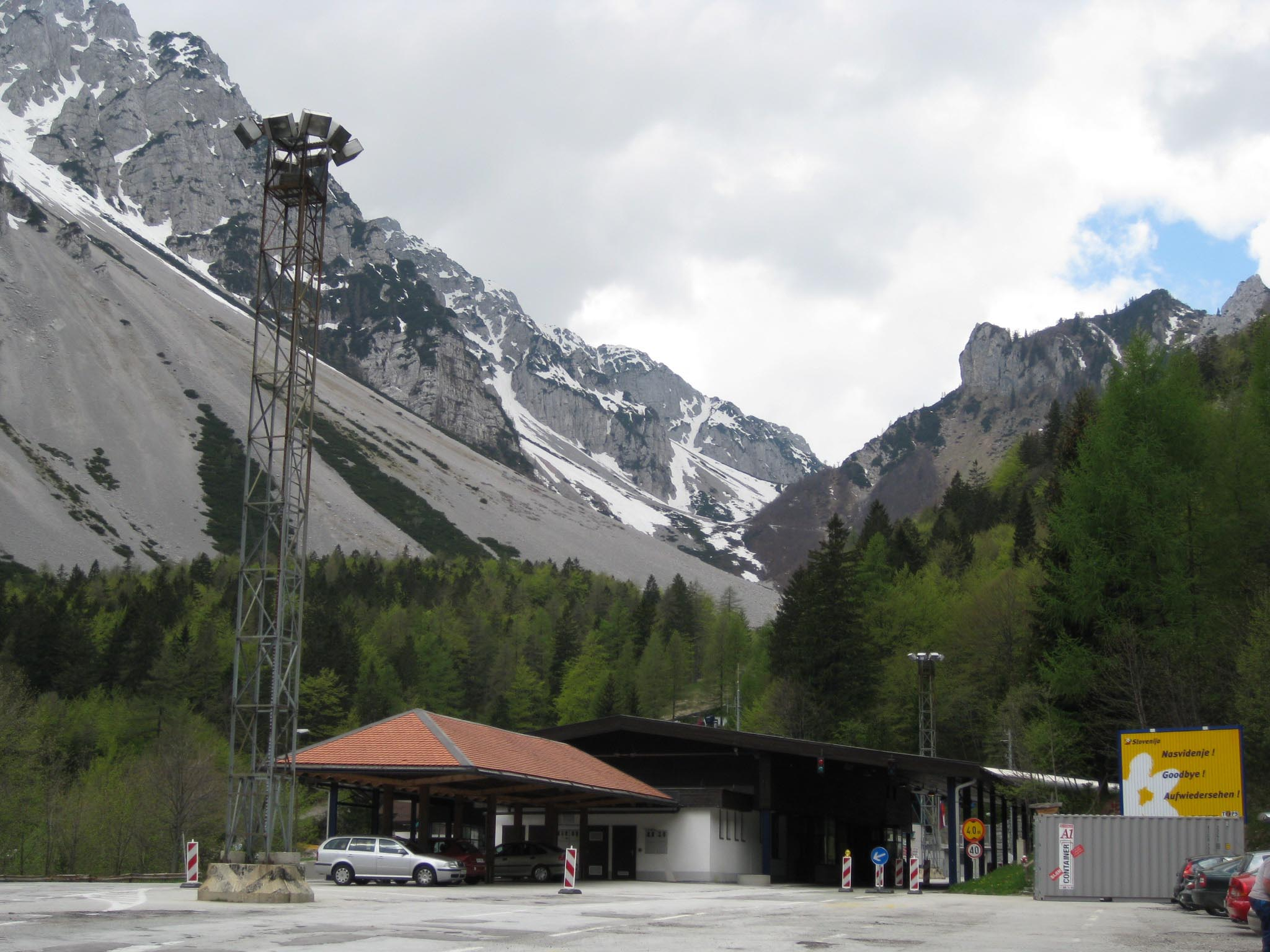
Dawne przejście graniczne
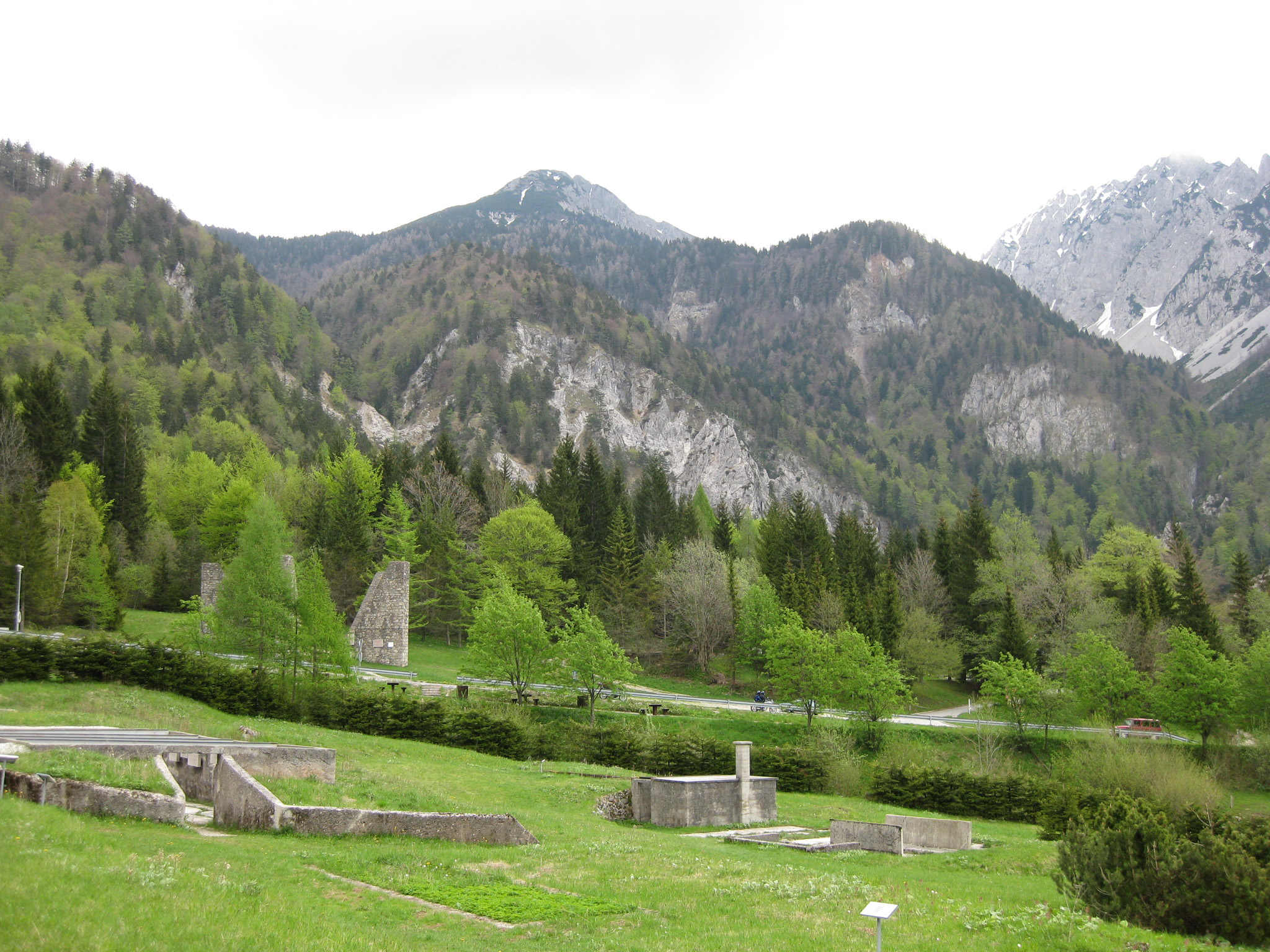
Ruiny obozu-filii Mauthausen
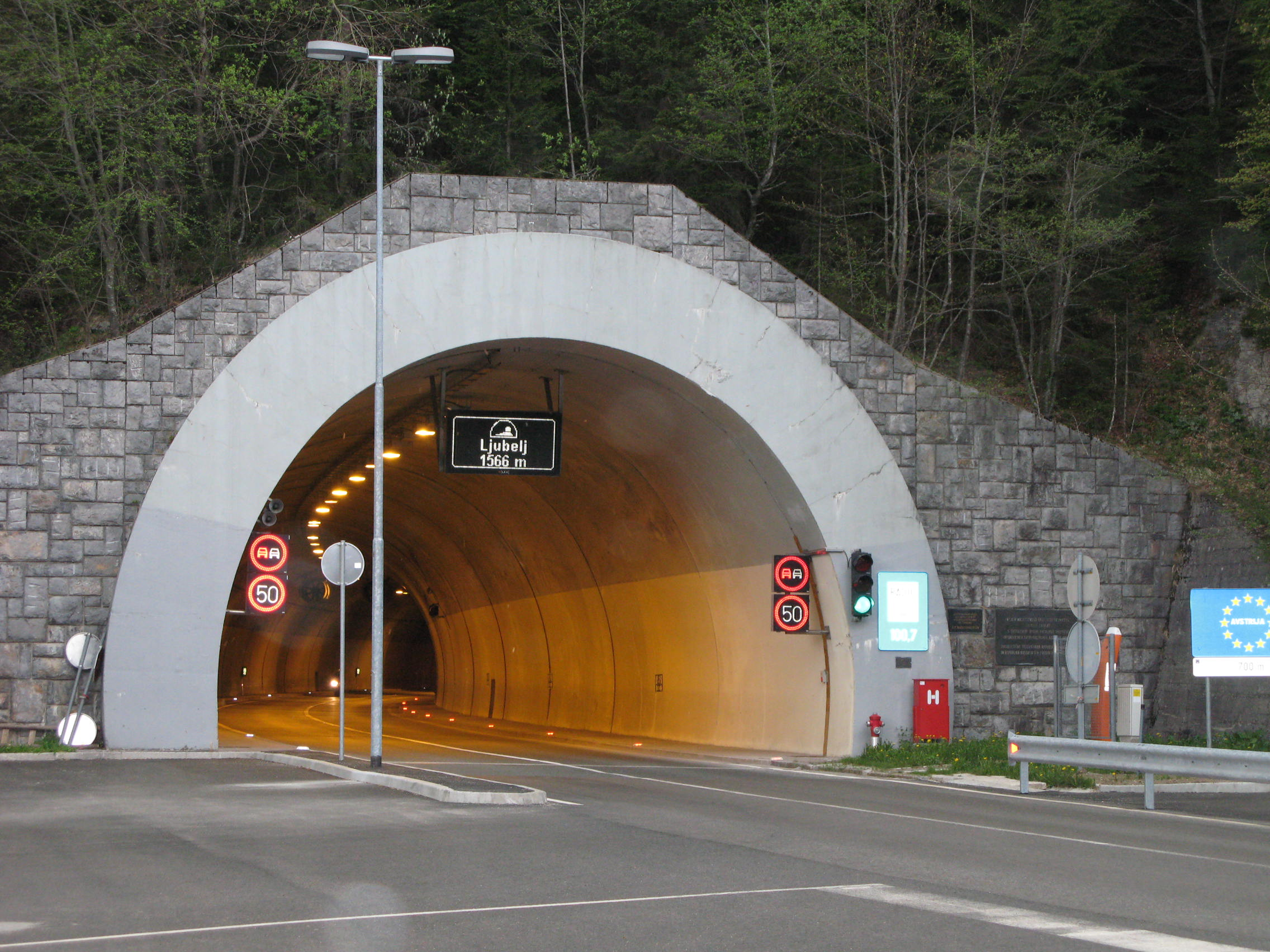
Wjazd do tunelu ze strony słoweńskiej
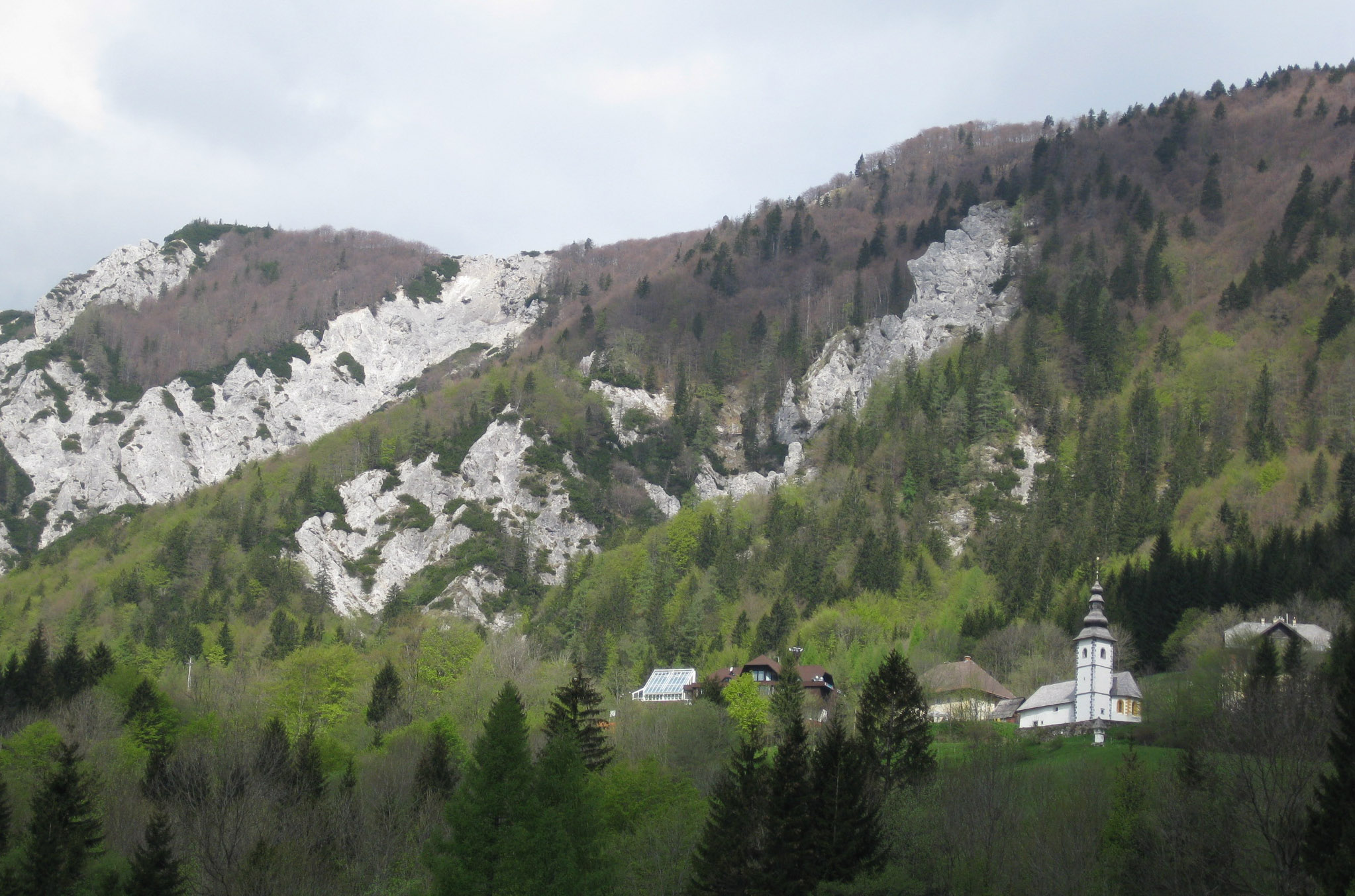
Przysiółek przy tunelu
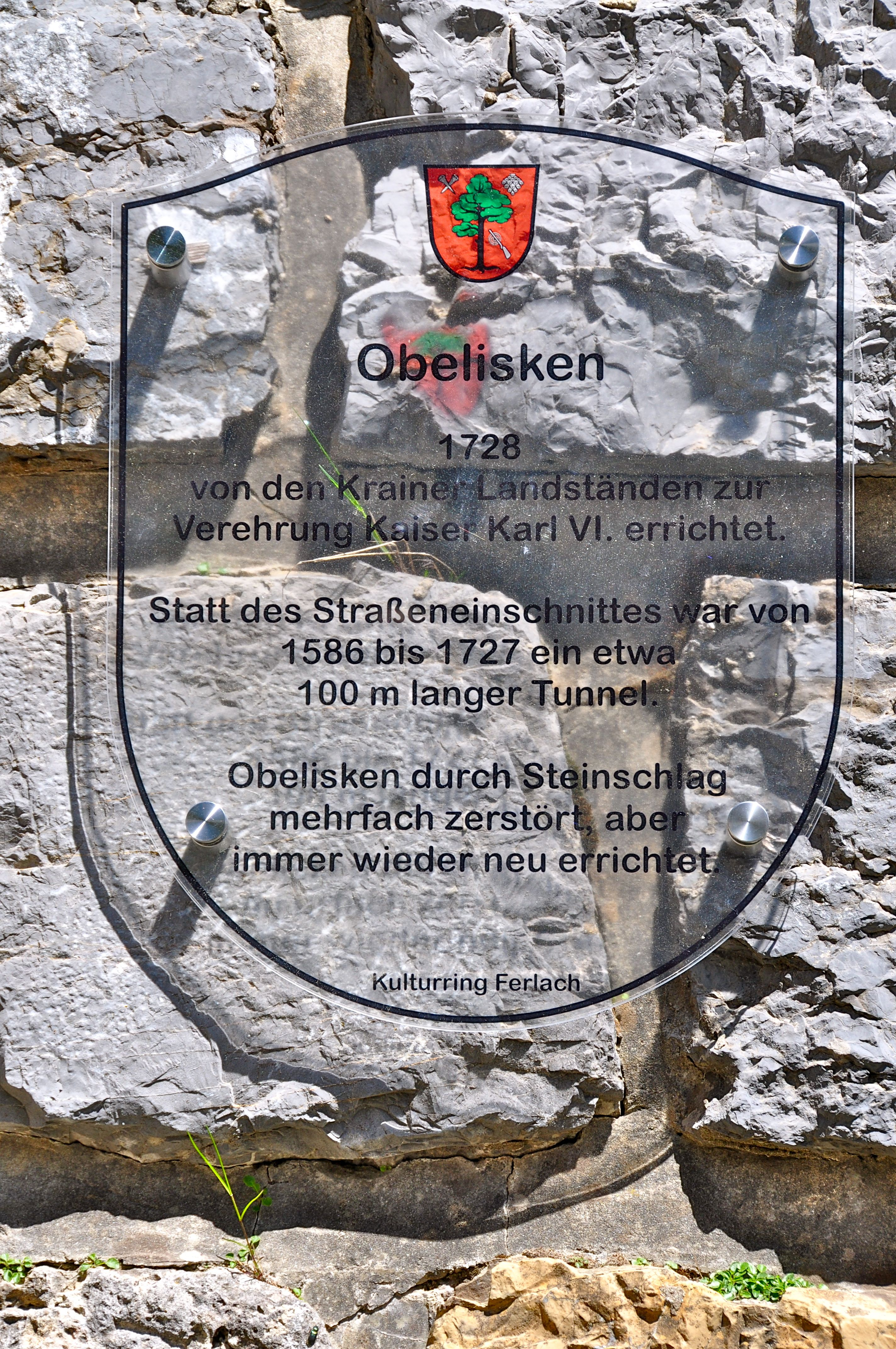
Stary Ljubelj – tablica pamiątkowa